# 4056 Timwarner
A 4056 Timwarner (ideiglenes jelöléssel 1985 FZ1) a Naprendszer kisbolygóövében található aszteroida. Edward L. G. Bowell fedezte fel 1985. március 22-én.